# Katharina Schynse
Katharina Schynse (* 24. November 1854 in Wallhausen (bei Bad Kreuznach); † 9. Dezember 1935 in Pfaffendorf bei Koblenz) war 1893 die Gründerin und Generalleiterin der „Missionsvereinigung katholischer Frauen und Jungfrauen“, dem heutigen „Päpstlichen Missionswerk Katholischer Frauen“.

## Leben und Werk
Katharina Schynse war die Tochter eines Gutsverwalters und Schwester des Missionars und Afrikaforschers August Wilhelm Schynse. Sie war zunächst Lehrerin. Nach dem Tod ihres Bruders gründete sie 1893 den „Verein katholischer Frauen und Jungfrauen zur Unterstützung der zentralafrikanischen Missionen der Weißen Väter“, der die Arbeit des Ordens der Weißen Väter unterstützte. 1903 dehnte er seinen Wirkungskreis als „Missionsvereinigung katholischer Frauen und Jungfrauen“ über Afrika hinaus aus. Bereits 1910 konnte der Verein mit über 100.000 Goldmark die Hungergebiete Chinas unterstützen.
Schynse gründete Niederlassungen in vielen europäischen Ländern sowie 1916 eine Niederlassung in den Vereinigten Staaten. 1920 hatte der Missionsverein nahezu 300.000 Mitglieder. 1922 wurde in Rom ein Zentralkomitee eingerichtet. Als Generalleiterin war Katharina Schynse auch Herausgeberin der Verbandszeitschrift Stimmen aus den Missionen.  1942 wurde der Missionsverein von Papst Pius XII. in den Rang eines päpstlichen Werkes, dem Päpstliche Missionswerk Katholischer Frauen (PMF) erhoben. Er hat 18.000 Mitglieder in achtzehn deutschen Bistümern. 2007 wurde in Koblenz eine von dem Bildhauer  Johannes Kirsch gestaltete Gedenkstätte für Katharina Schynse eingeweiht.